# Amegilla albocaudata
Amegilla albocaudata is een vliesvleugelig insect uit de familie bijen en hommels (Apidae). De wetenschappelijke naam van de soort is voor het eerst geldig gepubliceerd in 1869 door Dours.
De diersoort komt voor in Zimbabwe.